# Кубок европейских чемпионов по волейболу среди женщин 1963/1964
4-й розыгрыш Кубка европейских чемпионов по волейболу среди женщин проходил с декабря 1963 по 7 марта 1964 года с участием 10 клубных команд стран-членов Европейской комиссии волейбола (ЕКВ). Победителем турнира стала болгарская команда «Левски» (София).

## Команды-участницы
| Страна       | Команда                   |                           |
| ------------ | ------------------------- | ------------------------- |
| Австрия      | «Слован-Олимпия» (Вена)   | Чемпион Австрии 1963      |
| Болгария     | «Левски» (София)          | Чемпион Болгарии 1963     |
| Венгрия      | «Уйпешти Дожа» (Будапешт) | Чемпион Венгрии 1963      |
| ГДР          | «Динамо» (Берлин)         | Чемпион ГДР 1963          |
| Польша       | АЗС-АВФ (Варшава)         | Чемпион Польши 1963       |
| СССР         | «Динамо» (Москва)         | Чемпион СССР 1962         |
| Турция       | «Галатасарай» (Стамбул)   | Чемпион Турции 1963       |
| Франция      | «Туркуэн» (Туркуэн)       | Чемпион Франции 1963      |
| Чехословакия | «Динамо» (Прага)          | Чемпион Чехословакии 1963 |
| Югославия    | «Црвена Звезда» (Белград) | Чемпион Югославии 1963    |

## Система проведения розыгрыша
В турнире принимали участие команды 10 стран-членов ЕКВ. На всех стадиях розыгрыша применялась система плей-офф.

## 1-й раунд
декабрь 1963
 «Црвена Звезда» (Белград) —  «Галатасарай» (Стамбул) 
.. декабря. 3:0 (15:13, 16:14, 15:13).
7 декабря. 3:2.
 «Слован-Олимпия» (Вена) —  «Динамо» (Прага)
14 декабря. 0:3 (1:15, 2:15, 2:15).
15 декабря. 0:3 (10:15, 5:15, 7:15). Оба матча прошли в Вене.
От участия в 1-м раунде освобождены:
| «Левски» (София) «Уйпешти Дожа» (Будапешт) «Динамо» (Берлин) | АЗС-АВФ (Варшава) «Динамо» (Москва) «Туркуэн» |

## Четвертьфинал
11.12—23.12.1963
 «Динамо» (Москва) —  «Уйпешти Дожа» (Будапешт)
15 декабря. 3:0 (15:4, 15:2, 15:10).
22 декабря. 3:2 (15:7, 13:15, 10:15, 15:2, 15:3).
 «Левски» (София) —  «Црвена Звезда» (Белград)
15 декабря. 3:0 (15:8, 15:11, 15:0).
22 декабря. 3:1 (15:7, 12:15, 15:9, 16:14).
 «Туркуэн» —  АЗС-АВФ (Варшава)
18 декабря. 2:3.
21 декабря. 0:3. Оба матча прошли во Франции.
 «Динамо» (Берлин) —  «Динамо» (Прага)
11 декабря. 3:0 (15:8, 15:4, 19:17).
23 декабря. 3:1 (16:18, 15:5, 15:5, 15:9).

## Полуфинал
12.01—1.02.1964
 «Динамо» (Москва) —  «Левски» (София)
12 января. 3:0 (15:12, 16:14, 15:6).
25 января. 0:3 (12:15, 6:15, 6:15). Счёт игровых очков по сумме двух матчей 70:77.
 «Динамо» (Берлин) —  АЗС-АВФ (Варшава) 
19 января. 3:0 (15:8, 15:8, 15:4).
5 февраля. 1:3 (10:15, 14:16, 15:9, 9:15).

## Финал
«Левски» (София) —  «Динамо» (Берлин)    
20 февраля. 3:0 (15:12, 15:8, 16:14).
7 марта. 1:3 (11:15, 15:12, 5:15, 5:15).

## Итоги

### Призёры
| «Левски» (София)  |
| «Динамо» (Берлин) |

  «Левски» (София): Цветана Берковска, Янка Радева, Антоанета Торбова, Цветана Паунова, Екатерина Недкова, Лидия Маркова, Величка Маркова, Лидия Танева, Надежда Александрова, Виолета Андонова-Чоко, Ева Дойчева, Виктория Найденова. Тренер — Владимир Прохоров.